# 月球10号
月球10号（俄文：Луна10），是由苏联发射的人类第一个环绕月球的飞行器，同时也是人类第一个环绕其他天体的飞行器。月球10号携带的圆柱形月球卫星重254千克，直径约75厘米，高1.5米。卫星装备包括磁力计、伽马射线频谱仪、离子收集器压电测量仪、红外探测器、低能x射线质子测量设备等装置。